# Corinne Bourcier
Pour les articles homonymes, voir Bourcier.
Corinne Bourcier, née le 5 mai 1969, est une femme politique française. Elle est sénatrice de Maine-et-Loire, élue le 24 septembre 2023.

## Biographie

### Élue locale
Corinne Bourcier est maire déléguée de la commune de Chaudron-en-Mauges, commune rattachée à la commune nouvelle de Montrevault-sur-Èvre, depuis les élections municipales de 2020.
Lors des élections départementales de 2021, elle est élue conseillère départementale de Maine-et-Loire, représentant le canton de Beaupréau-en-Mauges.

### Au Sénat
Le 8 juin 2023, Emmanuel Capus, sénateur sortant de Maine-et-Loire, annonce être candidat à un nouveau mandat de sénateur dans le cadre des élections sénatoriales du 24 septembre suivant. Corinne Bourcier est en seconde place sur sa liste. Ils sont élus le 23 septembre 2023,.

## Résultats électoraux

### Élections départementales
| Année | Parti | Parti | Canton              | 1er tour | 1er tour | 1er tour | 2d tour | 2d tour | 2d tour | Issue |
| Année | Parti | Parti | Canton              | Voix     | %        | Rang     | Voix    | %       | Rang    | Issue |
| ----- | ----- | ----- | ------------------- | -------- | -------- | -------- | ------- | ------- | ------- | ----- |
| 2021  |       | DVD   | Beaupréau-en-Mauges | 4 834    | 67,19    | 1re      | 5 730   | 80,32   | 1re     | Élue  |

### Élections sénatoriales
| Année | Parti | Parti | Département    | Position | Tour unique | Tour unique | Tour unique | Issue | Sièges |
| Année | Parti | Parti | Département    | Position | Voix        | %           | Rang        | Issue | Sièges |
| ----- | ----- | ----- | -------------- | -------- | ----------- | ----------- | ----------- | ----- | ------ |
| 2023  |       | DVC   | Maine-et-Loire | 2e       | 613         | 32,28       | 1re         | Élue  | 2 / 4  |